# Rio Boholţ
O Rio Boholţ é um rio da Romênia afluente do Rio Cincu, localizado no distrito de Braşov.